# Nautisk-meteorologiska byrån
Nautisk-meteorologiska byrån i Stockholm upprättades 1878 och sorterade under Sjöförsvarsdepartementet. Den avskaffades 1921.
Byrån leddes intill 1907 överlåten av en styrelse bestående av tre ledamöter, chefen för Sjökarteverket, föreståndaren för Meteorologiska centralanstalten och byråns egen föreståndare, som var dess ende tjänsteman. Byråns huvudsakliga uppgift var att anordna och insamla de meteorologiska iakttagelser, som efter en gemensam plan, för alla länder fastställd genom internationell överenskommelse, anställdes på såväl flottans som enskilda fartyg under längre sjöresor. 
De inkomna meteorologiska loggböckerna, i vilka iakttagelserna under resan inskrevs, underkastades först vid byrån en preliminär behandling, vilken bestod i, att alla anteckningar av någon större vikt eller av speciellt intresse för den svenska sjöfarten ur dem avskrevs, varefter de utsändes till meteorologiska institutet i Utrecht, där deras innehåll bearbetades i samband med motsvarande iakttagelser på nederländska och några andra europeiska länders fartyg. Byrån hade även sig ålagt att befordra kännedomen om de meteorologiska förhållandena i närgränsande hav, Bottniska viken, Östersjön, Kattegatt, Skagerrak och Nordsjön, vilka icke föll inom området för de ovannämnda havsundersökningarna.
Dessutom hade byrån uppsikten över de av Axel Erdmann och Johan Henrik Kreüger 1848 och följande år upprättade meteorologiska och hydrografiska iakttagelserna vid 20 fyrstationer samt över dylika iakttagelser på 10 fyrskepp. Vid de 20 fyrstationerna utfördes ungefär samma iakttagelser som vid Meteorologiska centralanstaltens andra klassens stationer, varjämte anordnades nederbördsmätningar vid 23 fyrar. Vid en del svenska fyrstationer avlästes dagligen havsytans höjd på en graderad skala.
I samband med de av Generalstaben utförda precisionsnivelleringarna i Sverige anordnade byrån självregistrerande vattenståndsmätare, först i Landsort, Karlskrona, Ystad och Varberg, sedermera småningom även i Stockholm, Björns fyr, Draghällan, Ratan och Smögen samt slutligen 1916 en vid Furuögrund norr om Skellefteå. Byrån hade även inseendet över kompassväsendet samt hade att på begäran meddela upplysningar angående fartygs utrustning med nautiska instrument.
Åren 1907–12 omorganiserades byrån till att förutom tidigare uppgifter även omfatta det nautiska undersökningsväsendet i Sverige. Styrelsen avskaffades, och byrån sköttes från 1912 av föreståndaren och två assistenter i Stockholm samt av fyra kontrollstationsföreståndare, en vid vardera av kontrollstationerna i Göteborg, Malmö, Kalmar och Sundsvall. Vid dessa kontrollstationer samt vid byrån i Stockholm undersöktes kompasser, signalljus för fartyg, kikare, sextanter och andra navigationsinstrument samt utfärdades intyg om godkända sådana instrument.
Denna omorganisation visade sig snart vara otillräcklig och på initiativ från byrån framlades för 1918 års riksdag en proposition, vilken syftade till höjda anslag och utökad personal, men på grund av en i frågan väckt motion avslog riksdagen förslaget. Efter ytterligare utredning beslutade riksdagen 1921, att byrån skulle dras in och dess uppgifter fördelas på andra institutioner, varvid Statens meteorologisk-hydrografiska anstalt skulle erhålla de meteorologiska observationerna längs rikets kuster, de på svenska fartyg utförda iakttagelserna samt vattenståndsobservationerna. Till Svenska hydrografisk-biologiska kommissionen förlades övervakandet av de havshydrografiska observationerna, närmast fyrskeppsobservationerna. Till Sjökarteverket slutligen överflyttades byråns rent nautiska uppgifter, främst kontrollen av lanternor och nautiska instrument samt de jordmagnetiska undersökningarna. I samband därmed inrättades vid Sjökarteverket en särskild avdelning, kontroll- och undersökningsväsendet.
Byråns publikationsverksamhet behandlade endast en obetydlig del av dess insamlade material. Bland de genom byrån utgivna skrifterna märks "Iakttagelser öfver Mälarens vattenstånd" (1894), fyra årgångar "Registrerade vattenhöjder" (1918–21) samt specialundersökningar rörande jordmagnetiska störningsområden.

## Föreståndare
- 1878–1904 Fredrik Salomon Malmberg
- 1904–1919 Gottfrid Fineman
- 1919–1921 Otto Edelstam